# Gare de Sathonay - Rillieux
Gare de Sathonay - Rillieux – stacja kolejowa w Sathonay-Camp, w departamencie Rodan, w regionie Owernia-Rodan-Alpy, we Francji.
Została otwarta w 1863 r. przez Compagnie des chemins de fer de Paris à Lyon et à la Méditerranée (PLM). Dziś jest stacją kolejową Société nationale des chemins de fer français (SNCF), obsługiwanym przez pociągi TER Rhône-Alpes.

## Położenie
Znajduje się na km 13,532 linii Lyon – Bourg-en-Bresse.